# Kurt Busch (Schauspieler)
Kurt Busch, Eigenschreibweise Curt Busch, (* 5. Februar 1879 in Riga, damals Russisches Kaiserreich, heute Lettland; † 7. Oktober 1954 in St. Gallen) war ein russisch-deutscher Opern- und Operettensänger sowie Schauspieler beim Theater und beim deutschen Stummfilm.

## Leben und Wirken
Kurt Busch wurde 1879 in Riga geboren. Die Stadt gehörte zum Gouvernement Livland des Kaiserreiches Russland, die Amtssprache war jedoch Deutsch. Seine Eltern waren Deutschbalten
In Breslau absolvierte er ein Musik- und Gesangsstudium. Er begann seine Bühnenlaufbahn 1901 an der Opernbühne des Stadttheaters Breslau als Tenorbuffo und jugendlicher Operettenkomiker. Danach nahm er Engagements am Oberschlesischen Volkstheater in Königshütte, dem heutigen Chorzów (1902/03), und am Kaiserlich subventionierten Stadttheater in Bromberg, dem heutigen Bydgoszcz (1903–1905), an. In der Zeit von 1905 bis 1911 am Stadttheater Riga prägte Busch seine Vorlieben aus. Die Paraderolle, die er sich aneignete, war der Graf Danilo in der Lustigen Witwe. Damit feierte er Gastspielerfolge in Deutschland und in Russland. In den fünf Jahren, in denen er am Rigaer Stadttheater verweilte, begann er auch ernste Theaterrollen zu spielen. Seine nächsten Stationen waren das Central-Theater in Dresden und das Königliche Hoftheater in Stuttgart. In beiden Fällen erfüllten sich Buschs Hoffnungen nicht. Nach persönlichen Schwierigkeiten verließ er jeweils die Spielstätte nach nur einer Spielzeit wieder. Immerhin bewerkstelligte er einen Eintrag in die Theatergeschichte, indem er am 25. Oktober 1912 in der Uraufführung (der Erstfassung) von Ariadne auf Naxos von Richard Strauss in der Rolle des Tanzmeisters mitwirkte. Auf die Allgemeinheit üben eher seine zahlreichen Stummfilmrollen zwischen 1913 und 1924 Nachhaltigkeit aus.
1913/14 ging er nach Berlin ans Theater am Nollendorfplatz. Bis zur Sommerpause 1917 dauerte sein Beschäftigungsverhältnis. Zur beginnenden darauffolgenden Spielzeit begann ein neues am Neuen Operetten-Theater in Hamburg. Er kehrte für die Spielzeit 1920/21 nach Berlin zurück, diesmal an das Theater in der Kommandantenstraße. Es folgte wiederum ein lediglich einjähriges Engagement an der Kleinkunstbühne Potpurri in der Berliner Bellevuestraße. Danach reüssierte er als Spielleiter der Operette im an der deutsch-tschechoslowakischen Grenze gelegenen Tetschen-Rodenbach am Operetten- und Schauspielhaus. Trotz der neuen Aufgabe gehörte er weiterhin zum Darsteller-Stab im Operettenfach. Anschließend wurde er als Direktor an das Deutsche Theater nach Riga gerufen. Auch hier trat er selbst in Operetten auf. 1925 gründete und leitete er die Deutsche Operette als Abspaltung des Deutschen Theaters.
1927 verlagerte er seine Tätigkeit in die Schweiz. 1928 schauspielerte und sang er unter dem noch jungen Regisseur Walter Felsenstein am Stadttheater Basel und war selbst ebenfalls Spielleiter. Zum letzten Mal wechselte er seine Wirkungsstätte 1930, als er an das Stadttheater St. Gallen ging. Hier entfaltete er sein Können als Opern- und Operettensänger und stieg bald vom Spielleiter zum Oberspielleiter auf. Bis zu seinem Tod 1954 im 76. Lebensjahr stand er auf der Bühne, sowohl in St. Gallen als auch in Zürich, wohin er gelegentlich Abstecher unternahm, genauso aber auch in Österreich, wo er in der Spielzeit 1938/39 ein längeres Gastspiel am Stadttheater Baden nahe Wien gab. Im Operettenfach verkörperte er viele Charakterrollen, wie zum Beispiel Gabriel von Eisenstein in der Fledermaus, Kálmán Zsupán im Zigeunerbaron oder Kamek Pascha in der Rose von Stambul. Im Opernfach sang er die vier Dienerrollen in Hoffmanns Erzählungen, den Alcindoro in La Bohème und den Yamadori in Madame Butterfly.

## Filmografie
- 1913: Das rosa Pantöffelchen
- 1916: Alles aus Gefälligkeit
- 1916: Das Leid der Liebe
- 1916: Das rätselhafte Inserat
- 1916: Das rosa Pantöffelchen II
- 1916: Der Mutter Ebenbild
- 1916: Die Peitsche
- 1916: Gaugräfin Fifi
- 1916: Seine Jugendsünde
- 1916: Streichhölzer, kauft Streichhölzer!
- 1916: Dorritchens Vergnügungsreise
- 1917: Amandus Brautfahrt
- 1917: Das Fragezeichen
- 1917: Das Verhängnis einer Nacht
- 1917: Die Im Schatten leben
- 1917: Die Möblierten Freunde
- 1917: Maria Bottis Schicksal
- 1917: Moritz Meyer als Gerichtsvollzieher
- 1917: Vergilbte Briefe
- 1919: Mausi
- 1921: Der König von Golconda. 1. Der König von Golconda
- 1921: Der König von Golconda. 2. Der stürzende Berg
- 1921: Der König von Golconda. 3. Um ein Königreich
- 1921: Dorittchens Vergnügungsreise
- 1922: Ihr Kammerdiener
- 1924: Die Heimatlosen